# 春風亭扇枝
春風亭 扇枝（しゅんぷうてい せんし、1934年8月26日 - 2002年7月13日）は、群馬県吾妻郡中之条町出身の落語家。生前は落語芸術協会所属。本名∶本多 五夫、出囃子∶『三下がり鞨鼓』。

## 芸歴
- 1952年6月 - 二十四代目昔々亭桃太郎に入門、「桃吾」を名乗る。
- 1957年 - 二ツ目昇進、「笑亭桃朗」と改名。
- 1964年9月 - 六代目春風亭柳橋門下に移籍、「春風亭扇枝」に改名。
- 1972年4月 - 真打昇進。
- 2002年7月 - 死去。

## 人物
- 青梅マラソンに9年間連続参加。
- 自ら会を開いたり銀座で「塩原寄席」を主催し初代三遊亭圓朝系のネタ（主に「塩原多助一代記」）などの長編物を好んで演じた、そのために自ら望んで持ち時間の少ない定席には出演しなかった。